# Suzain Vaneau
Pour les articles homonymes, voir Vaneau.
Suzain Gilles Vaneau (3 mars 1747 - 23 mai 1803) est un homme politique et homme d'église français.

## Biographie
Il est le fils de Pierre Barnabé Veneau (?-1771) et de Jeanne Loyer (1710-1787). Il entre dans les ordres, devient secrétaire de l'évêque de Rennes, et est nommé recteur d'Orgères en 1778.
Il est élu, le 21 avril 1789, député du clergé de la sénéchaussée de Rennes aux États-Généraux, il se montre peu favorable aux réformes, et fait partie du comité ecclésiastique, dont il se retire au moment de l'élaboration de la constitution civile du clergé. Il refuse de prêter le serment ecclésiastique, signe les protestations de septembre 1791 contre les actes et décrets de la Constituante, et publie même une protestation personnelle.
Il est obligé de quitter la France en 1792, il se réfugie en Angleterre, rentre au moment du Concordat, et administre jusqu'à sa mort la cure de St-Aubin à Rennes.